# Japón en los Juegos Olímpicos de París 1924
Japón estuvo representado en los Juegos Olímpicos de París 1924 por un total de 19 deportistas que compitieron en 4 deportes.  

## Medallistas
El equipo olímpico japonés obtuvo las siguientes medallas:
| Nombre           | Deporte     | Competición |
| ---------------- | ----------- | ----------- |
| Oro              |             |             |
| —                |             |             |
| Plata            |             |             |
| —                |             |             |
| Bronce           |             |             |
| Katsutoshi Naito | Lucha libre | 61 kg M     |